# Gran Premio Industria Commercio Artigianato Carnaghese 2009
Il Gran Premio Industria Commercio Artigianato Carnaghese 2009, trentottesima edizione della corsa e valida come evento dell'UCI Europe Tour 2009 categoria 1.1, si svolse il 6 agosto 2009 su un percorso di 185,4 km. Fu vinta dall'italiano Francesco Ginanni che terminò la gara in 4h30'00", alla media di 41,2 km/h.
Partenza con 136 ciclisti, dei quali 90 portarono a termine il percorso.

## Ordine d'arrivo (Top 10)
| Pos. | Corridore            | Squadra       | Tempo    |
| ---- | -------------------- | ------------- | -------- |
| 1    | Francesco Ginanni    | Diquigiovanni | 4h30'00" |
| 2    | Daniele Callegarin   | C. Calzatura  | s.t.     |
| 3    | Giovanni Visconti    | ISD-Neri      | s.t.     |
| 4    | Fortunato Baliani    | CSF Group     | s.t.     |
| 5    | Miguel Ángel Rubiano | C. Calzatura  | a 2"     |
| 6    | Daniele Pietropolli  | LPR Brakes    | s.t.     |
| 7    | Jure Kocjan          | Carmiooro     | s.t.     |
| 8    | Manuel Belletti      | Diquigiovanni | s.t.     |
| 9    | Luis Ángel Maté      | Diquigiovanni | s.t.     |
| 10   | Maurizio Biondo      | Cer. Flaminia | s.t.     |